# Amazonvireo
Amazonvireo (Pachysylvia hypoxantha) är en fågel i familjen vireor inom ordningen tättingar.

## Utseende och läte
Amazonvireon är en liten tätting med gul undersida, matt grön ovansida och ljust brungrått huvud. Näbben är ljust persikofärgad. Könen är lika. Sången består av en kort melodisk fras, påminnande om chivivireo.

## Utbredning och systematik
Amazonvireon förekommer som namnet avslöjar i Amazonområdet. Den delas in i sex underarter med följande utbredning:
- Pachysylvia hypoxantha hypoxantha – sydöstra Colombia till sydvästligaste Venezuela och nordvästligaste Brasilien
- Pachysylvia hypoxantha fuscicapilla – östra Ecuador och norra Peru (i söder till Río Marañón)
- Pachysylvia hypoxantha flaviventris – tropiska centrala Peru (från San Martín till Ayacucho)
- Pachysylvia hypoxantha ictericus – västra Brasilien, sydostligaste Peru (Puno) och norra Bolivia
- Pachysylvia hypoxantha albigula – Brasilien söder om Amazonfloden (från Rio Purus till västra stranden av Rio Tapajós)
- Pachysylvia hypoxantha inornata – norra Brasilien söder om Amazonfloden (från Rio Tapajós till Rio Tocantins)

### Släktestillhörighet
Släktet inkluderades länge i Hylophilus. Studier visar dock att de inte är varandras närmaste släktingar.

## Levnadssätt
Amazonvireon hittas i regnskog. Där ses den i trädkronorna, ofta tillsammans med tangaror i kringvandrande artblandade flockar.

## Status och hot
Arten har ett stort utbredningsområde, men tros minska i antal, dock inte tillräckligt kraftigt för att den ska betraktas som hotad. Internationella naturvårdsunionen IUCN listar arten som livskraftig (LC).